# Barnamellű hantmadár
A barnamellű hantmadár (Oenanthe bottae) a madarak osztályának a verébalakúak (Passeriformes) rendjéhez és a  légykapófélék (Muscicapidae) családjához tartozó faj.

## Rendszerezése
A fajt Charles Lucien Jules Laurent Bonaparte francia ornitológus írta le 1854-ben, a Campicola nembe Campicola bottae néven.

## Alfajai
- Oenanthe bottae bottae (Bonaparte, 1854)
- Oenanthe bottae frenata (Heuglin, 1869)[2]

## Előfordulása
Az Arab-félszigeten, Jemen és Szaúd-Arábia területén honos. Természetes élőhelyei a szubtrópusi vagy trópusi magaslati füves puszták, valamint szántóföldek. Állandó, nem vonuló faj.

## Megjelenése
Testhossza 16 centiméter.

## Természetvédelmi helyzete
Az elterjedési területe nagyon nagy, egyedszáma pedig stabil. A Természetvédelmi Világszövetség Vörös listáján nem fenyegetett fajként szerepel.